# Réserve
Réserve is een term in de oenologie, de wetenschap van het wijnmaken. Op etiketten kan de aanduiding "réserve" of reserve allerlei betekenissen hebben. Het hangt van de wetgeving in het land van herkomst af wat het precies betekent.
Traditioneel staat "reserve" voor een hogere kwaliteit dan gebruikelijk of een wijn die mocht rijpen voordat deze werd verkocht. Soms is beide het geval. Traditioneel reserveerden de wijnmakers een deel van hun beste wijn voor latere verkoop. De meeste wijn werd eeuwenlang jong verkocht. Alleen met wijn van de beste oogsten durfde men het risico aan deze in eiken vaten te bewaren of ze op fles te laten rijpen. Bewaarde wijn liep echter het risico te veranderen in azijn.
In sommige landen is het gebruik van de term reserve/reserva/riserva aan regels gebonden. Dan stamt de als "reserve" aangeduide wijn uit de beste wijngaarden of de beste vaten, waardoor de wijn bijzondere kwaliteit heeft. Bovendien kunnen reserve wijnen zo zijn gemaakt dat ze geschikt zijn voor langere veroudering op fles en niet jong gedronken hoeven te worden.
In andere gevallen is het woord "reserve" op het etiket niet meer dan reclame. Een voorbeeld daarvan is de chardonnay van het grote Amerikaanse wijnhuis Kendall-Jackson in de Sonoma Vallei bij Santa Rosa in Californië. Een gewone fles van deze producent krijgt op het label de aanduiding "Vintner's Reserve". Toen het huis ook wat oudere en betere wijn wilde verkopen moest men zijn toevlucht nemen tot de aanduiding "Grand Reserve". Beide begrippen zijn binnen het Amerikaanse recht betekenisloos.

## Reserva in Spanje en Portugal
Bij Portugese en Spaanse wijnen variëren de eisen die men aan een reserva stelt per streek. De Rioja Reserva en de Portugese reserva moet één jaar in eiken vaten hebben gerijpt. Wanneer de wijn twee jaar in het vat en drie jaar in de fles heeft mogen rijpen mag de aanduiding "gran reserva" worden gebruikt.
De wijnmaker wordt geacht alleen de betere oogsten voor de reserva en gran reserva te gebruiken, maar daarvoor zijn geen dwingende regels opgelegd.

## Reserve champagne
De champagnehuizen vullen de Brut Sans Année of (BSA), de meest verkochte champagne en de visitekaart van het huis, aan met de in de kelders bewaarde wijn van eerdere oogsten. Deze reserve wordt gebruikt om ieder jaar eenzelfde kwaliteit en stijl te kunnen leveren. Onafhankelijk van de oogst in dat jaar wil een champagnehuis een herkenbaar product met de stijl van het huis afleveren. Dankzij de reserves kan dat ook in de mindere wijnjaren gebeuren. In de assemblage worden wijnen van verschillende jaren, wijngaarden en druivenrassen gemengd. Deze praktijk is alleen in bij de productie van champagne toegestaan.

## Oostenrijk en de DAC
In het Oostenrijkse Districtus Austriae Controllatus (DAC) systeem mogen wijnfabrikanten in meeste DAC's het woord Reserve gebruiken op etiketten van een wijn die aan iets meer strenge eisen voldoet.

## Duitsland en de Kabinettwein
In Duitsland mag wijn voor zover die gemaakt werd van most dat 67-82°Oe suiker bevat als "Cabinet" of "Kabinettwein" worden verkocht. Aan de Moezel is voor druiven van de Rieslingstokken 70°Oe voldoende, in de Rheingau moet dat 73°Oe zijn. Het alcoholpercentage moet ten minste 7% zijn.